# شیمی پنوماتیک

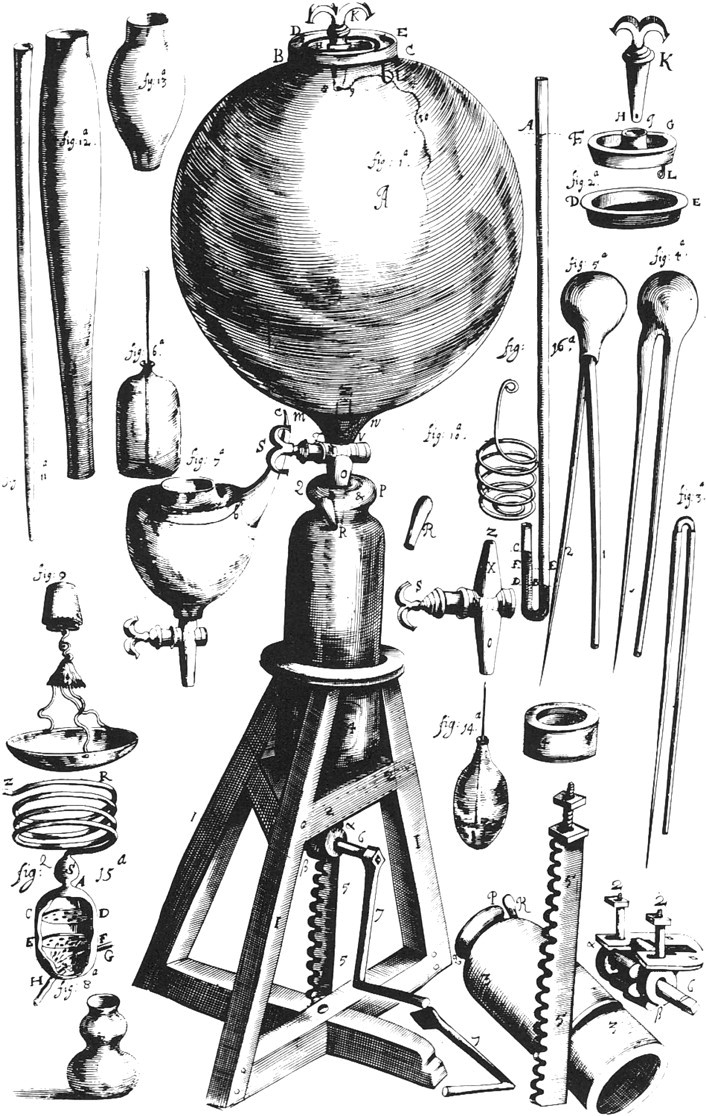
پمپ هوا رابرت بویل

شیمی پنوماتیک به درک ویژگیهای فیزیکی گازها و چگونگی ارتباط آنها با واکنشهای شیمیایی و ترکیب ماده می‌پردازد.
ون هلمونت (واضع نظریه خلق الساعه) بعضاً بنیانگذار شیمی پنوماتیک به حساب می‌آید، زیرا او اولین فیلسوف طبیعی بود که به هوا علاقه‌مند شد.
شیمیدانان پنوماتیک که با کشف عناصر شیمیایی شناخته شده‌اند عبارتند از: جوزف پریستلی، هنری کاوندیش، جوزف بلک، دانیل رادرفورد و کارل شیل. افراد دیگری که در این مدت گازها را مورد بررسی قرار داده‌اند عبارتند از: رابرت بویل، استیون هلز، ویلیام براون‌ریگ ، آنتوان لاوازیه، جوزف لوئیس گی-لوساک و جان دالتون